# Fronville
Fronville település Franciaországban, Haute-Marne megyében. Lakosainak száma 300 fő (2022. január 1.). Fronville Blécourt, Ferrière-et-Lafolie, Joinville, Mussey-sur-Marne, Rupt és Saint-Urbain-Maconcourt községekkel határos.

## Népesség
A település népességének változása:
| Lakosok száma | 238  | 300  | 280  | 322  | 338  | 348  | 323  | 308  | 306  | 300  |
|               | 1968 | 1982 | 1990 | 2006 | 2013 | 2015 | 2017 | 2019 | 2020 | 2022 |